# Campus de Mieres
El Campus de Mieres es uno de los campus de la Universidad de Oviedo, situado en la villa de Mieres (Asturias). 

## Composición
En él se ubican:
- La Escuela Politécnica de Mieres.
- El Instituto de Desarrollo Urbano y de Ordenación del Territorio (INDUROT).
- El Centro de Innovación Universidad de Oviedo(C1NN).
- El Centro Europeo de Soft Computing[2]
- El Centro de Cooperación y Desarrollo Territorial de la Universidad de Oviedo (CeCodet)
- Unidad Mixta de Investigación en Biodiversidad (UO/CSIC/PA)

## Historia
La historia del Campus de Mieres de la universidad de Oviedo tiene sus raíces en la antigua Escuela de Capataces de Minas de Mieres, actual Escuela Politécnica de Mieres, fundada en 1854 por Guillermo Schulz y que comienza su actividad en 1855 con el primer curso de capataces de minas.
El actual Campus universitario surge como iniciativa de las sindicatos mineros asturianos, dentro de las obras financiadas con los llamados «fondos mineros» del Instituto para la Reestructuración de la Minería del Carbón y Desarrollo Alternativo de las Comarcas Mineras. Para el primer edificio, denominado Edificio Científico-Tecnológico, se seleccionaron los terrenos de las instalaciones de exterior del Pozo Barredo (en concreto la plaza de la madera), dentro del casco urbano de Mieres. Este pozo, que había pertenecido a HUNOSA, había finalizado su actividad productiva en el año 1995.
Las obras comenzaron en el año 1998 y fue inaugurado el 10 de junio de 2002, por el príncipe Felipe, acompañado por el presidente del Principado, Vicente Álvarez Areces; el ministro de Economía, Rodrigo Rato; el rector, Juan Vázquez; el alcalde de Mieres, Misael Fernández Porrón y los secretarios generales de los sindicatos mineros asturianos José Ángel Fernández Villa (SOMA-FIA-UGT) y Maximino García (Federación minera de CC.OO.), entre otros.
En el momento de su inauguración la única construcción nueva era el mencionado Edificio Científico-Tecnológico, que supuso una inversión de 55 millones de euros y dispone de:
| Número | Equipamiento                              |
| ------ | ----------------------------------------- |
| 27     | Aulas                                     |
| 69     | Laboratorios                              |
| 150    | Despachos                                 |
| 2      | Bibliotecas                               |
| 1      | Salón de actos                            |
| 1      | Sala de grados                            |
| 21     | Despachos para Dirección y Administración |
| 2      | Cafeterías/comedor                        |
| 4      | Aparcamientos interiores                  |
| 2      | Aparcamientos exteriores                  |

con un total de 25.698 m².
El Edificio Científico-Tecnológico acogió los centros de la Escuela Universitaria de Ingenierías Técnicas de Mieres (EUITM) y la Escuela Politécnica Superior "Guillermo Schulz".
La Escuela Universitaria de Ingenierías Técnicas de Mieres (EUITM) modificó su nombre al actual de Escuela Politécnica de Mieres durante la implantación del Proceso de Bolonia, y adaptó sus titulaciones de Ingeniero Técnico de Minas en las especialidades de Explotación de Minas, Instalaciones Electromecánicas Mineras, Minetalurgia y Metalurgia y Sondeos y Prospecciones Mineras; Ingeniero Técnico Forestal, especialidad de Explotaciones Forestales e Ingeniero Técnico en Topógrafía. 
La Escuela Politécnica Superior "Guillermo Schulz" desaparece tras renunciar a transformar sus estudios cediendo a las presiones de la Facultad de Geología de la misma universidad, en contra del deseo de los alumnos y egresados de dicho centro.
En el curso académico 2011-12 se implanta el programa de grado en ingeniería civil.

### Ampliación del campus
El 21 de noviembre de 2006 el presidente del Principado de Asturias, Vicente Álvarez Areces y el rector de la Universidad de Oviedo, Juan Vázquez, presentaron en Mieres los proyectos para la ampliación del Campus. Entre las obras a realizar destacan:
- Un edificio para residencia de estudiantes y servicios administrativos
- Un edificio para centro de investigación "Pozo Barredo"
- Una zona deportiva
- Un parque temático sobre la arqueología industrial minera de Mieres

Las obras tenían un plazo de ejecución de 2 años y un presupuesto total de 68 millones de euros.
El 1 de febrero de 2011 se inauguró la segunda fase de ampliación del campus de Mieres, que incluyó el centro de investigación, la residencia de estudiantes y la zona deportiva, tres equipamientos que han supuesto una inversión de 22,3 millones de euros. En total, son ya 133 los millones invertidos en Barredo.